# Krčica-Somorovci
Krčica-Somorovci (madžarsko Kercaszomor) je vas na Madžarskem, ki upravno spada v Kermendinsko okrožje Železne županije. Nekoč sta bili tukaj naselji Krčica (Kerca) in Somorovci (Szomoróc).